# AIAS – Studierende gegen Blutkrebs
AIAS – Studierende gegen Blutkrebs ist eine gemeinnützige Studenteninitiative. Der Verein leistet deutschlandweit Aufklärungsarbeit über Blutkrebs und führt Registrierungsaktionen zur Gewinnung potentieller Stammzellspender durch.
Deutschlandweit existieren 31 lokale Vereine, die seit 2013 über 46.000 Studenten für die DKMS Spender-Datei registriert und über 150 Stammzellspender gewonnen haben. Viele Vereine werden von ehemaligen Leukämie-Patienten oder Stammzellspendern geleitet.

## Geschichte
2013 wurde der erste Verein, AIAS München e.V. von der Studentin Katharina Zech gegründet, nachdem sie selbst als Stammzellspenderin der Frau des US-amerikanischen Boxers Roberto Guerrero das Leben retten konnte.
Seit 2015 ist AIAS deutschlandweit aktiv, mit Gründung der Standorte in Aachen, Berlin, Bochum, Dresden, Frankfurt am Main, Freiburg, Hamburg, Hannover, Jena, Leipzig und Stuttgart.
2016 kamen die Standorte Köln, Magdeburg, Passau und Wuppertal dazu. Im selben Jahr stellte AIAS Dresden einen Weltrekord auf, mit 2549 registrierten Studenten an einem Tag.
2017 wurde der Verein AIAS Deutschland e.V. gegründet, außerdem entstanden Hochschulgruppen in Coburg, Erlangen-Nürnberg, Essen, Halle (Saale), Heidelberg, Regensburg, Tübingen und Würzburg gegründet, 2018 und 2019 in Bonn, Göttingen, Karlsruhe, Konstanz und Saarbrücken.

## Partner
AIAS ist offizieller Partner der DKMS und der José Carreras Leukämie-Stiftung. Die lokalen Vereine schließen darüber hinaus eigene regionale Kooperationen.

## Auszeichnungen
- Weißer Engel Auszeichnung 2013[22]
- TUM Universitätsstiftung 2013[23]
- Engagementpreis der Friedrich-Ebert-Stiftung-Alumni 2014[24][25]
- startsocial Bundespreis 2014[26][7]
- DKMS Ehrenamtspreis 2015[27]
- Filippas Engel Ehrenpreis 2015[28]
- Goldener Ernst 2016[29]
- Goldene Bild der Frau Award 2016[30]
- Springer Medizin Charity Award 2017[31][32]
- Engagementpreis der Universität Passau 2017[33]